# 叙尔方丹
叙尔方丹（法語：Surfontaine，法語發音：[syʁfɔ̃tɛn]）是法国上法蘭西大區埃纳省的一个市镇，属于圣康坦区。

## 地名
“方丹”（fontaine）意为“泉”。法语地名通名在“枫丹白露”（Fontainebleau）等少数拥有传统译名的地名中译作“枫丹”，不过在《世界地名翻译大辞典》、《世界地名译名词典》和《法国地图册》等主流地名译名类书籍资料中多译作“方丹”。

## 地理
叙尔方丹（49°45'4"N, 3°27'56"E）面积6.38 平方千米，位于法国上法蘭西大區埃纳省，该省份为法国北部内陆省份，北起北部省，西接索姆省和瓦兹省，东临阿登省和马恩省，西南至塞纳-马恩省，东北部与比利时接壤。
与叙尔方丹接壤的市镇（或旧市镇、城区）包括：舍夫勒西堡、努维永和卡蒂永、勒南萨尔、里布蒙、塞里莱梅济耶尔、维莱勒塞克。
叙尔方丹的时区为UTC+01:00、UTC+02:00（夏令时）。

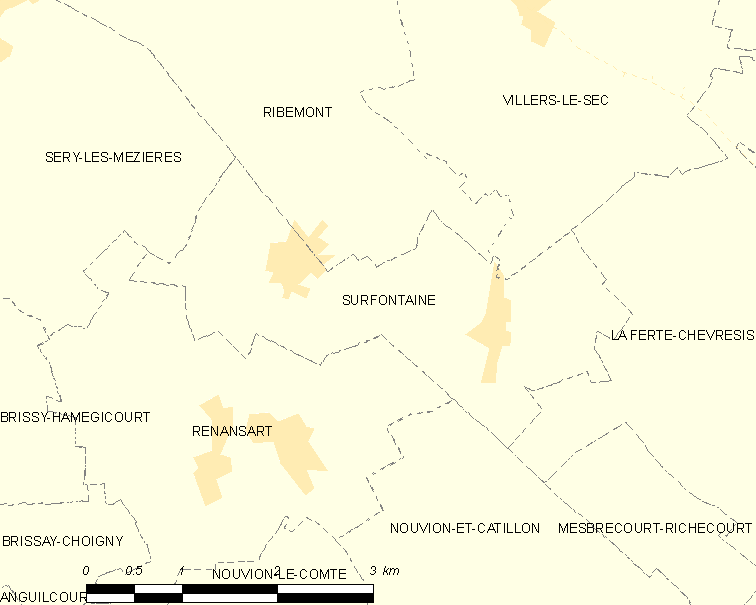
叙尔方丹的OSM定位图

## 行政
叙尔方丹的邮政编码为02240，INSEE市镇编码为02732。

## 政治
叙尔方丹所属的省级选区为里布蒙县。

## 人口

1962-2008年间叙尔方丹人口变化图示

叙尔方丹于2022年1月1日时的人口数量为98人。